# Korycin (gemeente)
De gemeente Korycin is een landgemeente in het Poolse woiwodschap Podlachië, in powiat Sokólski.
De zetel van de gemeente is in Korycin.
Op 30 juni 2004 telde de gemeente 3561 inwoners.

## Oppervlakte gegevens
In 2002 bedroeg de totale oppervlakte van gemeente Korycin 117,32 km², waarvan:
- agrarisch gebied: 85%
- bossen: 8%

De gemeente beslaat 5,71% van de totale oppervlakte van de powiat.

## Demografie
Stand op 30 juni 2004:
| Omschrijving                   | Totaal | Totaal | Vrouwen | Vrouwen | Mannen | Mannen |
| ------------------------------ | ------ | ------ | ------- | ------- | ------ | ------ |
| eenheid                        | aantal | %      | aantal  | %       | aantal | %      |
| inwoners                       | 3561   | 100    | 1770    | 49,7    | 1791   | 50,3   |
| bevolkingsdichtheid (inw./km²) | 30,4   | 30,4   | 15,1    | 15,1    | 15,3   | 15,3   |

In 2002 bedroeg het gemiddelde inkomen per inwoner 1326,91 zł.

## Plaatsen
Aulakowszczyzna, Białystoczek, Bombla, Borek, Brody, Czarlona, Długi Ług, Dzięciołówka, Gorszczyzna, Korycin, Krukowszczyzna, Kumiała, Laskowszczyzna, Łomy, Łosiniec, Mielewszczyzna, Mielniki, Nowinka, Olszynka, Ostra Góra, Popiołówka, Przesławka, Romaszkówka, Rudka, Rykaczewo, Skindzierz, Stok, Szaciłówka, Szumowo, Wojtachy, Wyłudki, Wyłudy, Wysiółki, Wysokie, Zabrodzie, Zagórze, Zakale, Zastocze.

## Aangrenzende gemeenten
Czarna Białostocka, Janów, Jasionówka, Jaświły, Suchowola